# Боб Кармайкл
Боб Кармайкл (англ. Bob Carmichael; 4 липня 1940 — 18 листопада 2003) — колишній австралійський тенісист.
Найвищу одиночну позицію світового рейтингу — 10 місце досяг 1970 року (world's top 10).
Здобув 1 одиночний та 12 парних титулів.
Найвищим досягненням на турнірах Великого шолома був фінал в парному розряді.
Завершив кар'єру 1979 року.

## Фінали за кар'єру

### Парний розряд (12–22)
| Результат | W-L   | Рік  | Турнір                                           | Покриття   | Партнер                | Суперники                             | Рахунок                 |
| --------- | ----- | ---- | ------------------------------------------------ | ---------- | ---------------------- | ------------------------------------- | ----------------------- |
| Поразка   | 0–1   | 1970 | Стокгольм, Швеція                                | Тверде (i) | Овен Девідсон          | Артур Еш Стен Сміт                    | 0–6, 7–5, 5–7           |
| Перемога  | 1–1   | 1970 | Буенос-Айрес, Аргентина                          | Ґрунт      | Рей Раффелз            | Желько Франулович Ян Кодеш            | 7–5, 6–2, 5–7, 6–7, 6–3 |
| Перемога  | 2–1   | 1971 | Окленд, Нова Зеландія                            | Трава      | Рей Раффелз            | Браян Феерлі Реймонд Мур              | 6–3, 6–7, 6–4, 4–6, 6–3 |
| Поразка   | 2–2   | 1971 | Tehran WCT, Іран                                 | Ґрунт      | Рей Раффелз            | Джон Ньюкомб Тоні Роч                 | 4–6, 7–6, 1–6           |
| Поразка   | 2–3   | 1971 | Washington Open, США                             | Ґрунт      | Рей Раффелз            | Том Оккер Марті Ріссен                | 6–7, 2–6                |
| Перемога  | 3–3   | 1971 | Саут-Орандж, США                                 | Тверде     | Том Леонард (тенісист) | Кларк Гребнер Ерік ван Діллен         | 6–4, 4–6, 6–4           |
| Перемога  | 4–3   | 1972 | Toronto WCT, Канада                              | Килим (i)  | Рей Раффелз            | Рой Емерсон Род Лейвер                | 6–4, 4–6, 6–4           |
| Перемога  | 5–3   | 1972 | Quebec WCT, Канада                               | Тверде (i) | Рей Раффелз            | Джон Александер Террі Еддісон         | 4–6, 6–3, 7–5           |
| Поразка   | 5–4   | 1972 | Йоганесбурґ, ПАР                                 | Тверде     | Террі Еддісон          | Джон Ньюкомб Фред Столл               | 3–6, 4–6                |
| Поразка   | 5–5   | 1973 | Ноттінгем, Велика Британія                       | Трава      | Фрю Макміллан          | Том Гормен (тенісист) Ерік ван Діллен | 4–6, 1–6                |
| Поразка   | 5–6   | 1973 | Swedish Open, Швеція                             | Ґрунт      | Фрю Макміллан          | Нікола Пилич Стен Сміт                | 6–2, 4–6, 4–6           |
| Поразка   | 5–7   | 1973 | Bretton Woods, США                               | Ґрунт      | Фрю Макміллан          | Род Лейвер Фред Столл                 | 6–7, 6–4, 5–7           |
| Перемога  | 6–7   | 1973 | Tanglewood, США                                  | Інше       | Фрю Макміллан          | Ісмаїл Ель-Шафей Браян Феерлі         | 6–3, 6–4                |
| Перемога  | 7–7   | 1973 | Індіанаполіс, США                                | Ґрунт      | Фрю Макміллан          | Мануель Орантес Йон Ціріак            | 6–3, 6–4                |
| Поразка   | 7–8   | 1973 | Сіетл, США                                       | Тверде     | Фрю Макміллан          | Том Гормен Том Оккер                  | 6–2, 4–6, 6–7           |
| Перемога  | 8–8   | 1973 | Quebec WCT, Канада                               | Тверде (i) | Фрю Макміллан          | Джиммі Коннорс Марті Ріссен           | 6–2, 7–6                |
| Поразка   | 8–9   | 1973 | Мадрид, Іспанія                                  | Ґрунт      | Фрю Макміллан          | Іліє Настасе Том Оккер                | 3–6, 0–6                |
| Поразка   | 8–10  | 1973 | Стокгольм, Швеція                                | Тверде (i) | Фрю Макміллан          | Джиммі Коннорс Іліє Настасе           | 3–6, 7–6, 2–6           |
| Поразка   | 8–11  | 1975 | Відкритий чемпіонат Австралії з тенісу, Мельбурн | Трава      | Аллан Стоун            | Джон Александер Філ Дент              | 3–6, 6–7                |
| Перемога  | 9–11  | 1975 | Окленд, Нова Зеландія                            | Трава      | Рей Раффелз            | Браян Феерлі Онні Парун               | 7–6, ret.               |
| Поразка   | 9–12  | 1975 | Denver WCT, США                                  | Килим (i)  | Аллан Стоун            | Рой Емерсон Род Лейвер                | 2–6, 6–3, 5–7           |
| Поразка   | 9–13  | 1975 | Лас-Вегас, США                                   | Тверде     | Кліфф Дрісдейл         | Джон Александер Філ Дент              | 1–6, 4–6                |
| Поразка   | 9–14  | 1975 | Гонконг                                          | Тверде     | Джін Меєр              | Том Оккер Кен Роузволл                | 3–6, 4–6                |
| Поразка   | 9–15  | 1976 | Дюссельдорф, Західна Німеччина                   | Ґрунт      | Реймонд Мур            | Войцех Фібак Карл Майлер              | 4–6, 6–4, 4–6           |
| Поразка   | 9–16  | 1976 | Перт, Австралія                                  | Тверде     | Ісмаїл Ель-Шафей       | Дік Стоктон (тенісист) Роско Теннер   | 7–6, 1–6, 2–6           |
| Перемога  | 10–16 | 1976 | Токіо, Японія                                    | Ґрунт      | Кен Роузволл           | Ісмаїл Ель-Шафей Браян Феерлі         | 6–4, 6–4                |
| Перемога  | 11–16 | 1976 | Бенгалуру, Індія                                 | Ґрунт      | Рей Раффелз            | Чірадіп Мукерджа Бгану Нунна          | 6–2, 7–6                |
| Поразка   | 11–17 | 1978 | Маямі, США                                       | Килим (i)  | Браян Тічер            | Том Галліксон Джін Меєр               | 6–7, 3–6                |
| Перемога  | 12–17 | 1978 | Бостад, Швеція                                   | Ґрунт      | Марк Едмондсон         | Петер Соке Балаж Тароці               | 7–5, 6–4                |
| Поразка   | 12–18 | 1978 | Гілверсум, Нідерланди                            | Ґрунт      | Марк Едмондсон         | Том Оккер Балаж Тароці                | 6–7, 6–4, 5–7           |
| Поразка   | 12–19 | 1978 | Sydney International, Австралія                  | Трава      | Сід Болл               | Генк Пфістер Шервуд Стюарт            | 4–6, 4–6                |
| Поразка   | 12–20 | 1979 | Washington Indoor, США                           | Килим (i)  | Браян Тічер            | Боб Лутц Стен Сміт                    | 4–6, 5–7, 6–3, 6–7      |
| Поразка   | 12–21 | 1979 | Штутгарт, Західна Німеччина                      | Тверде (i) | Браян Тічер            | Войцех Фібак Том Оккер                | 3–6, 7–5, 6–7           |
| Поразка   | 12–22 | 1979 | Woodlands Парний розряд, США                     | Тверде     | Тім Галліксон          | Марті Ріссен Шервуд Стюарт            | 3–6, 2–2 ret.           |